# Ignatius Ferreira
Le colonel Thomas Ignatius Ferreira (né le 3 novembre 1853 dans la ferme de Haasfontein, Ratelshoek, Cradock, colonie du Cap, mort le 23 juillet 1935 dans la ferme Mayfield à Melsetter, actuel Chimanimani District, en Rhodésie du Sud) est un militaire et homme d'affaires Boer ayant fondé un camp minier de diamants en 1886 qui porte son nom, Ferreirasdorp, et qui constitue le premier emplacement de Johannesbourg à avoir été colonisé.